# Веселин Џелетовић
Веселин Џелетовић (12. фебруар 1962) српски је књижевник. Рођен је на Космету.
Члан је Удружења књижевника Србије и IFJ-а (енгл. International federation of journalists; Међународна федерација новинара), председник Удружења писаца „Поета“. Редовни члан Српске краљевске академије научника и уметника

## Награде и признања
- Повеља - Краљевски књижевни клуб „Карађорђевић“, 2006.
- Повеља - Књижевни клуб „Мирослав-Мика Антић“, 2008.
- Мајсторско писмо - „Српска круна“, Крунски културни центар, 2008.
- Повеља - Друштво за очување ћирилице и српске културне баштине „Жубор Млаве“ и Домаћа библиотека „Млава“, Петровац на Млави - Велики Поповац, 2009.
- Признање „Српски витез“ - „Српска круна“, Крунски културни центар, 2009.
- Специјално признање Академије „Иво Андрић“, за роман „Српско срце Јоханово“, Београд 2010.
- Орден Централне козачке војске
- Награда "Матија Бан" Градске општине Чукарица за 2014. годину [мртва веза]
- Повеља "Свети Сава" - Књижевног фонда Свети Сава - Пале  Архивирано на веб-сајту  (19. септембар 2020)

## Дела
Објавио је следеће књиге:
- Племенити витез од Космета, Интер Ју Прес, Београд. 2002.  978-86-7667-028-4.
- Ех, Косово, Удружење писаца „Поета“, Београд. 2004.  978-86-905167-1-1.
- Лепоти твојој дариваћу риме, Народна књига, библиотека -Савремени српски писци-, Београд. 2005.  978-86-331-2411-9.
- Последњи српски цар Јован Ненад, Удружење писаца „Поета“, Београд. 2007.  978-86-86863-00-3.
- Чувари завичаја, Удружење писаца „Поета“, Београд. 2008.  978-86-86863-12-6.
- Ограма, Удружење писаца „Поета“, Београд. 2009.  978-86-86863-23-2.
- Орихалк и кристал Атлантиде, Удружење писаца „Поета“, Београд. 2010.  978-86-86863-44-7.
- Српско срце Јоханово, Удружење писаца „Поета“, Београд. 2010.  978-86-86863-43-0.
- Срби и свет, коаутор Радомир Смиљанић Удружење писаца „Поета“, Београд, 2010.
- Боемска поезија, коаутор Миленко Чуровић Кичавски Удружење писаца „Поета“, Београд, 2010.
- Небески аделфат, Удружење писаца "Поета", 2024.

## Српско срце Јоханово

### Преводи
- Сербское сердце Иоггана, Джелетович, Веселин П. - Флавиан пресс, Москва. 2014. 978-5-5905462-09-2.
- JOHAN'S SERBIAN HEART, Veselin Dzeletovic - Удружење писаца Поета, Београд.
- СРПСКОТО СРЦЕ НА ЈОХАН, Веселин П. Џелетовиќ - Удружење писаца Поета, Београд.
- JOHANNES SERBISCHES HERZ, Veselin Dzeletovic - Удружење писаца Поета, Београд.
- LE COEUR SERBE DE JOHAN, Veselin Dzeletovic - Удружење писаца Поета, Београд.
- LA SERBA KORO DE JOHANO, Veseleno P. Ĝeletoviĉo, Удружење научних и стручних преводилаца Србије
- Յոհանի սերբական սիրտը, ՎԵՍԵԼԻՆ Պ. ՋԵԼԵՏՈՎԻՉ
- JOHANNOVO SRBSKÉ SRDCE, Veselin P. Dželetović, SPOLOK SRBOV NA SLOVENSKU, Bratislava

На основу овог романа планирано је снимање филма „Жетва”.

### Видео записи о књизи Српско срце Јоханово
Поема "Српско срце Јованово" (по којој је настао роман) у извођењу оца Војислава Билбије
Војо Билбија